# (27133) 1998 XQ9
(27133) 1998 XQ9 est un astéroïde de la ceinture principale d'astéroïdes découvert en 1998.

## Description
(27133) 1998 XQ9 a été découvert le 14 décembre 1998 à Višnjan, une municipalité située dans le comitat d'Istrie en Croatie, par Korado Korlević.

### Caractéristiques orbitales
L'orbite de cet astéroïde est caractérisée par un demi-grand axe de 2,26 UA, un périhélie de 1,67 UA, une excentricité de 0,26 et une inclinaison de 4,20° par rapport à l'écliptique. Du fait de ces caractéristiques, à savoir un demi-grand axe compris entre 2 et 3,2 UA et un périhélie supérieur à 1,666 UA, il est classé, selon la JPL Small-Body Database, comme objet de la ceinture principale d'astéroïdes.

### Caractéristiques physiques
(27133) 1998 XQ9 a une magnitude absolue (H) de 15,2 et un albédo estimé à 0,286.